# Prefectura de Bamingui-Bangoran
Bamingui-Bangoran es una de las 14 prefecturas de la República Centroafricana. Está situada en el centro-norte del país, junto con Chad. Su capital es Ndélé. Linda con las prefecturas de Vakaga al noreste, Haute-Kotto al este, Ouaka al sur, y con Nana-Mambéré y Ouham al oeste.
Bamingui-Bangoran es la única prefectura centroafricana donde habita la tribu de los runga, con una población de 21.000 hab.
En Bamingui-Bangoran se encuentra dos de los tres parques naturales de los que cuenta el país: Bamingui-Bangoran y St. Floris.
- Datos: Q741025